# Velanai

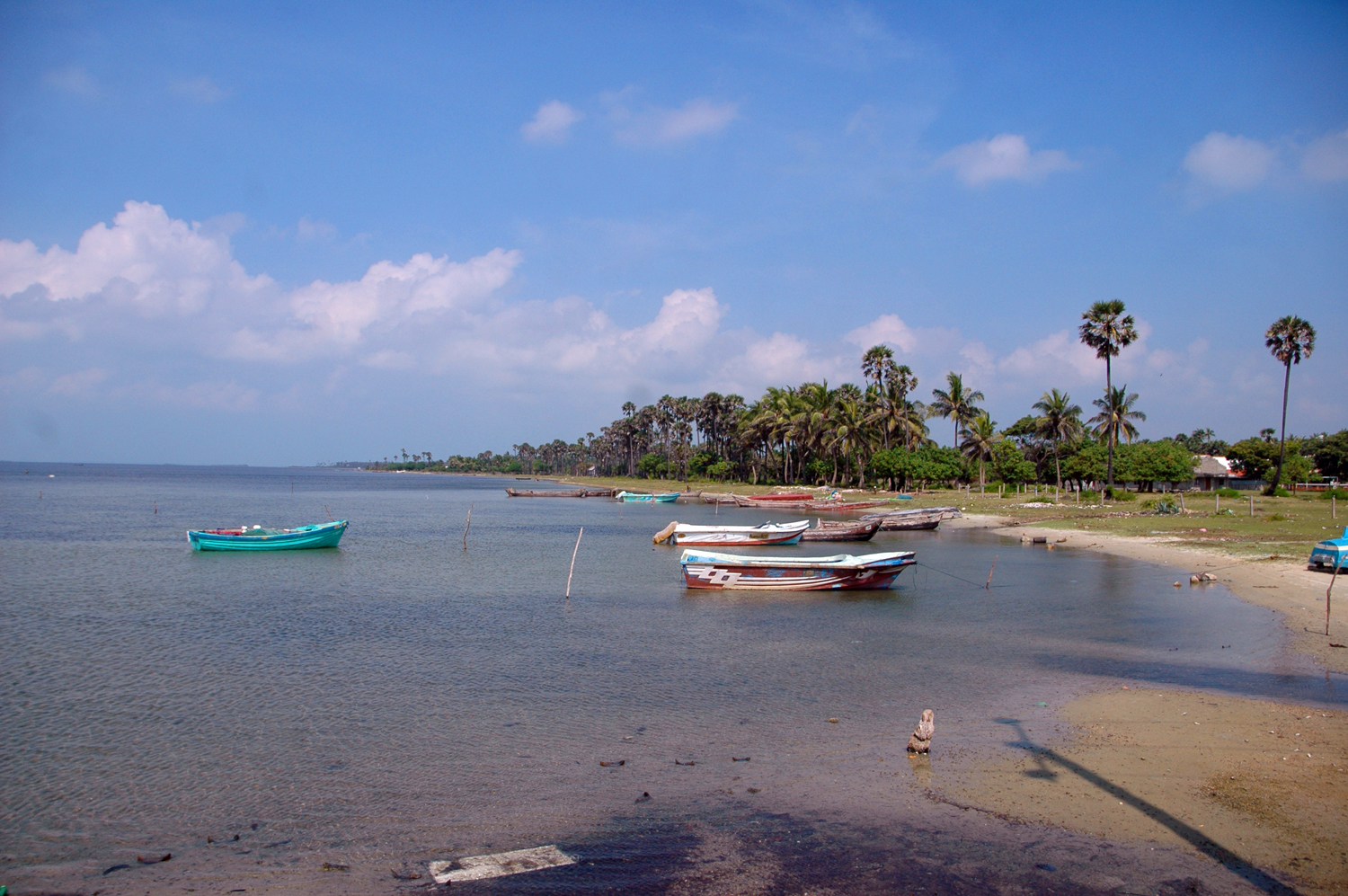
Strand von Velanai

Velanai (Tamil: வேலணை) ist ein kleines Dorf in Velanai-Island, die vor der Küste der Halbinsel Jaffna im Norden von Sri Lanka ist.
Die Mehrheit der Bevölkerung sind Hindus zusammen mit einer Minderheit von Christen. Es gibt eine Reihe von Hindu-Tempeln zusammen mit einigen Kirchen.